# Saint-Clet
Saint-Clet is een gemeente in het Franse departement Côtes-d'Armor (regio Bretagne) en telt 802 inwoners (2004). De plaats maakt deel uit van het arrondissement Guingamp.

## Geografie
De oppervlakte van Saint-Clet bedraagt 14,6 km², de bevolkingsdichtheid is 54,9 inwoners per km².
De onderstaande kaart toont de ligging van Saint-Clet met de belangrijkste infrastructuur en aangrenzende gemeenten.

## Demografie
Onderstaande figuur toont het verloop van het inwonertal (bron: INSEE-tellingen).

1. ↑  Populations de référence 2022.